# Triacanthodes anomalus
Triacanthodes anomalus är en fiskart som först beskrevs av Temminck och Hermann Schlegel 1850.  Triacanthodes anomalus ingår i släktet Triacanthodes och familjen Triacanthodidae. Inga underarter finns listade i Catalogue of Life.